# Thomas Sutton de Clonard
Thomas Sutton, comte de Clonard (Wexford vers 1722 - Angoulême, 13 septembre 1782) est un armateur, négrier, planteur et financier irlandais naturalisé français, partisan des derniers prétendants Stuart, installé à Paris et Bordeaux. Il est le père de l'explorateur Robert Sutton de Clonard.

## Biographie
Issu d'une illustre famille jacobite de Wexford (Irlande), il est, par sa mère, parent du négociant Antoine Walsh. Il fut un riche armateur marchand et corsaire à Wexford puis à Bordeaux, propriétaire de plantations aux Antilles, de terrains dans le bordelais, dans le Périgord et en région parisienne, dont le fils Robert est mort dans l'expédition de La Pérouse.  
Demeuré aussi longtemps que possible à Wexford, où il servait secrètement les intérêts des Stuart et de Louis XV, Sutton de Clonard émigra définitivement en France en 1756, au début de la Guerre de Sept Ans, quittant l'Irlande avec sa flotte marchande et des volontaires pour contribuer aux combats.  
Syndic de la Compagnie des Indes orientales de 1766 à 1770, sous le mandat de directeur du banquier Isaac Panchaud, il en devint actionnaire et pesa pour son sauvetage après les problèmes liés à la défaite française ayant conclu la Guerre de Sept Ans. Thomas Sutton a réalisé de considérables investissements dans les expéditions « à la grosse aventure » (traite négrière) et dans les plantations esclavagistes de sa famille à Saint-Domingue. Avec son frère Jean-Baptiste, officier de la marine du Roi il conclut quatre importants contrats de 20 000 livres chacun durant l'année 1770.
Avec le banquier Isaac Panchaud, il est à l'origine de la nouvelle Caisse d'escompte. Tous deux rachètent en 1777 à Abel François Poisson la verrerie du bas-Meudon, qui deviendra la Verrerie de Sèvres, et qu'ils revendent 15 mois plus tard pour 1,05 million de livres, avec une plus-value de 31 %. Il avait acquis en 1766 la baronnie de Lugo, près de Bordeaux, située entre Salles et Belin , où sa veuve tentera sans succès en 1782 d'implanter une savonnerie. 
Son fils, Robert Sutton de Clonard, né en 1751 à Wexford, fut lieutenant de vaisseau pour la Compagnie des Indes orientales. Il a participé à la défense de Mahé avec Lapérouse, qu'il accompagne dans l'expédition de La Pérouse. Il fut promu capitaine de vaisseau en janvier 1787, au commandement de L'Astrolabe à Botany Bay, pour remplacer Paul-Antoine-Marie Fleuriot de Langle, après la mort au combat de cet officier et celle du botaniste, physicien et météorologiste Robert de Lamanon (1752-1787) dans une île de l'archipel Tonga.
Sa fille aînée Frances (1747 - 1798) épouse en avril 1771 à Paris, Jean Ambroise Bugeaud (1730 - 1803), marquis de la Piconnerie, en Périgord, d'où le maréchal Bugeaud ; sa fille Eleanor (1755 - 1822), se marie en janvier 1777 à Paris avec le comte Donal Mac Carthy (1750 - 1795), négociant à Bordeaux.